# Rue De La Gauchetière
De Rue De La Gauchetière is een straat in Montreal.
De straat en de omgeving vormen al decennialang de Chinese buurt van Montreal. In het Frans wordt zo'n buurt "quartier chinois" genoemd. De straat ligt tussen Rue Saint Laurent Boulevard en Rue Jeanne-Mance en is een voetgangersstraat.
In de straat zijn twee treinstations te vinden, het Centraal Station van Montreal en Station Lucien L'Allier, alsook metrostation Lucien-L'Allier. Het inmiddels in onbruik geraakte Station Windsor ligt ook aan de Rue De La Gauchetière.
In de straat was vroeger de eerste vestiging van Hôpital Chinois de Montréal.